# 추핀한
츄핀한(중국어: 邱品涵, 병음: Chiu Pin-han, 영어: Pin-han Chiu, 1999년 12월 24일 ~ )는 대만의 아이돌 가수이다. 대만의 걸 그룹 AKB48 Team TP의 일원이다. 소속 유닛은 Unit Bellflower이다.
2015년 4월 17일, AKB48 그룹 타이완 오디션에 참가하였다. 12월 16일, AKB48의 일원 마자링이 최종 구성원으로 합격되면서 AKB48 타이완 연구생에 가입하였다.

## 음악 작품

### AKB48 Team TP 싱글
| #   | 음반                                   | 참가 곡                            | 명의       | MV | 각주 |
| 1st | 《용감하게 앞으로》 (勇往直前)         | 용감하게 앞으로 (勇往直前)         |            | ★  |      |
| 1st | 《용감하게 앞으로》 (勇往直前)         | 벚꽃잎 (櫻花瓣)                    |            | ★  |      |
| 2nd | 《TTP Festival》                       | TTP Festival                       |            | ★  | 센터 |
| 2nd | 《TTP Festival》                       | 푸른 초원의 기적 (綠草地上的奇蹟)  |            |    |      |
| 3rd | 《석양을 보고 있니?》 (看見夕陽了嗎？) | 석양을 보고 있니? (看見夕陽了嗎？) |            | ★  |      |
| 3rd | 《석양을 보고 있니?》 (看見夕陽了嗎？) | 하트 바이러스 (心型病毒)           |            |    |      |
| 4th | 《우호우호호》 (嗚吼嗚吼吼)            | 우호우호호 (嗚吼嗚吼吼)            |            | ★  |      |
| 4th | 《우호우호호》 (嗚吼嗚吼吼)            | 달려라! 펭귄 (奔跑吧！企鹅)        | Bellflower |    |      |